# Chaetonotus parthenopeius
Chaetonotus parthenopeius är en djurart som tillhör fylumet bukhårsdjur, och som beskrevs av Wilke 1954. Chaetonotus parthenopeius ingår i släktet Chaetonotus och familjen Chaetonotidae. Inga underarter finns listade i Catalogue of Life.